# جمعية الصليب الأحمر في بابوا غينيا الجديدة
جمعية الصليب الأحمر في بابوا غينيا الجديدة (بالإنجليزية: Papua New Guinea Red Cross Society)‏ ، مقرها في بورت مورسبي عاصمة بابوا غينيا الجديدة ، أسست سنة 1977م.

## وصلات خارجية
- Papua New Guinea Red Cross Society Profile
- Official Red Cross Web Site